# مات سانتانجيلو
مات سانتانجيلو (بالإنجليزية: Matt Santangelo)‏ مواليد 8 سبتمبر 1977 في بورتلاند، هو لاعب كرة سلة أمريكي معتزل. بدأ مسيرته الاحترافية في سنة 2000. يبلغ طوله 6 قدم 1.2 بوصة (1.9 م). حقق المركز الأول في الألعاب الجامعية الصيفية 1999. لعب كرة السلة الجامعية في جامعة قونزاقا. اعتزل اللعب في 2006.

## المسيرة الاحترافية
لعب مع نادي إراكليس سالونيك لكرة السلة في سنة 2000، ثم لعب مع بالاكانسترو كانتو في الدوري الإيطالي في موسم 2000–2001، ثم لعب مع نادي فوتسوافك لكرة السلة في موسم 2001–2002، ثم لعب مع نادي إشبيلية لكرة السلة في الدوري الإسباني من سنة 2002 إلى 2005، ثم لعب مع سباستياني باسكت رييتي في الدوري الإيطالي في موسم 2005–2006، ثم لعب مع تريفيزو لكرة السلة في سنة 2006.

## الميداليات
| الميدالية | المسابقة                      |
| --------- | ----------------------------- |
| ذهبية     | الألعاب الجامعية الصيفية 1999 |

## روابط خارجية
- مات سانتانجيلو على موقع الدوري الأوروبي لكرة السلة (الإنجليزية)
- مات سانتانجيلو على موقع الدوري الإسباني لكرة السلة (الإسبانية)
- مات سانتانجيلو على موقع كرة السلة الأوروبية.كوم (الإنجليزية)
- مات سانتانجيلو على موقع كلية كرة السلة في سبورتس رفرنس.كوم (الإنجليزية)
- مات سانتانجيلو على موقع ريلجم (الإنجليزية)
- مات سانتانجيلو على موقع بروبوليرز (الإنجليزية)
- مات سانتانجيلو على موقع سبورتس رفرنس (الإنجليزية)